# 米兰达·兰伯特
米蘭達·藍伯特（英語：Miranda Leigh Lambert，1983年11月10日—），美國鄉村音樂創作歌手。2001年以獨立歌手身份推出同名首張專輯。2003年於USA電視台播出的音樂比賽節目《納什維爾之星》中奪得季軍。

## 荣誉
美国《时代》2022年全球百大最具影响力人物之一。

## 外部連結
- Official Website （页面存档备份，存于）
- Miranda Lambert at Billboard.com
- Official Music Videos （页面存档备份，存于）
- Miranda Lambert at Last.fm （页面存档备份，存于）
- Miranda Lambert lyrics （页面存档备份，存于）
- 米兰达·兰伯特在互联网电影资料库（IMDb）上的資料（英文）